# Hirpicium integrifolium
Hirpicium integrifolium là một loài thực vật có hoa trong họ Cúc. Loài này được (Thunb.) Less. mô tả khoa học đầu tiên.